# Titanoeca tristis
Espèce
Titanoeca tristis est une espèce d'araignées aranéomorphes de la famille des Titanoecidae.

## Distribution
Cette espèce se rencontre de l'Europe à l'Asie centrale.

## Description
Les mâles mesurent de 3,5 à 4 millimètres et les femelles de 4 à 5 millimètres

## Publication originale
- L. Koch, 1872 : Über die Spinningattung Titanoeca Thor. Abhandlungen der Naturhistorischen Gesellschaft zu Nürnberg, vol. 5, p. 153-170 (texte intégral).